# Rafael Suárez
Rafael Suárez (23 marzo 1972) è uno schermidore venezuelano.

## Palmarès
In carriera ha conseguito i seguenti risultati:
- Giochi Panamericani:

Winnipeg 1999: bronzo nel fioretto a squadre.